# Luftangriffe auf Göttingen
Die Luftangriffe auf Göttingen durch alliierte Bomber fügten der Stadt Göttingen während des Zweiten Weltkrieges einige Schäden zu. Im Mai 1939 zählte die Stadt 51.214 Einwohner. An kriegswichtigen Einrichtungen verfügte Göttingen über einen Rangierbahnhof, das Bahnbetriebs- und Ausbesserungswerk mit der Lokrichthalle, den 1937 im Westen der Stadt eröffneten Fliegerhorst der Luftwaffe sowie über die Aerodynamische Versuchsanstalt (AVA, heute DLR), die sich südlich des Stadtzentrums zwischen Brauweg und Bunsenstraße befand. Auch die Reichsautobahn (heutige A 7), die im Westen dicht an Göttingen vorbeiführt, war bei Kriegsbeginn bereits über Göttingen hinaus nach Norden bis Nörten fertiggestellt.
In einer britischen Aufzählung potenzieller Bombenziele im Deutschen Reich von 1944 wird auch Göttingen aufgeführt. Die Universitätsstadt hatte demnach keine wichtige Industrie, lediglich ihre Lage an der Eisenbahnstrecke Hannover – Frankfurt war von Bedeutung. Ferner war sie regionaler Eisenbahnknotenpunkt. Im Einzelnen genannt werden der Verschiebebahnhof und das Eisenbahnausbesserungswerk, außerdem die Gas-Anstalt, das Aluminiumwerk und einige feinmechanische Betriebe. Der Fliegerhorst der Stadt wird nicht erwähnt, aber es existiert eine detaillierte Skizze der Luftaufklärung davon. Im Gegensatz zu naheliegenden größeren Städten wie Kassel, Paderborn, Hannover und Braunschweig, blieb Göttingen von einem britischen Flächenbombardement verschont.

## Luftangriffe
Göttingen war achtmal von Luftangriffen betroffen:

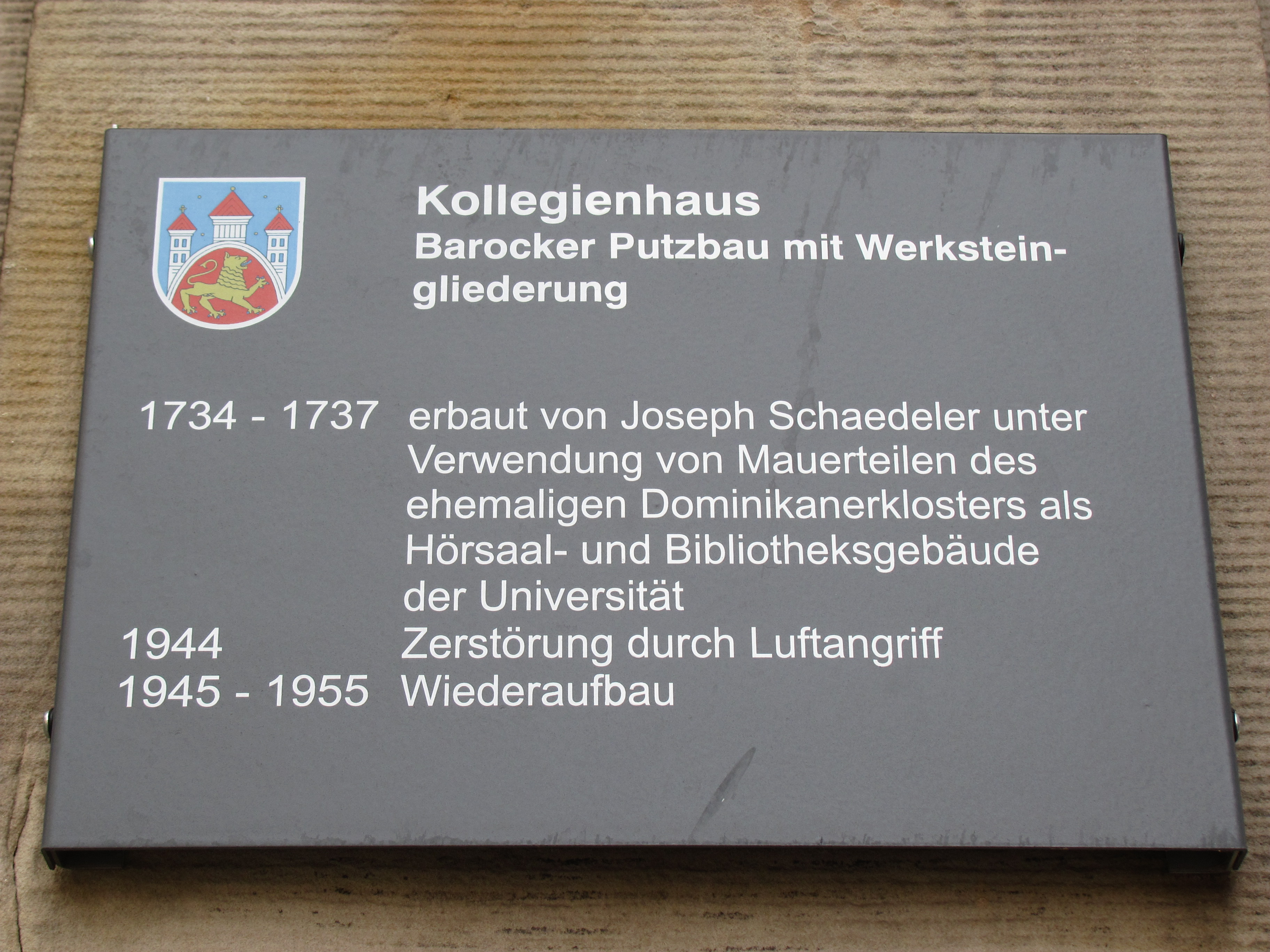
Tafel am 1944 zerstörten Kollegienhaus

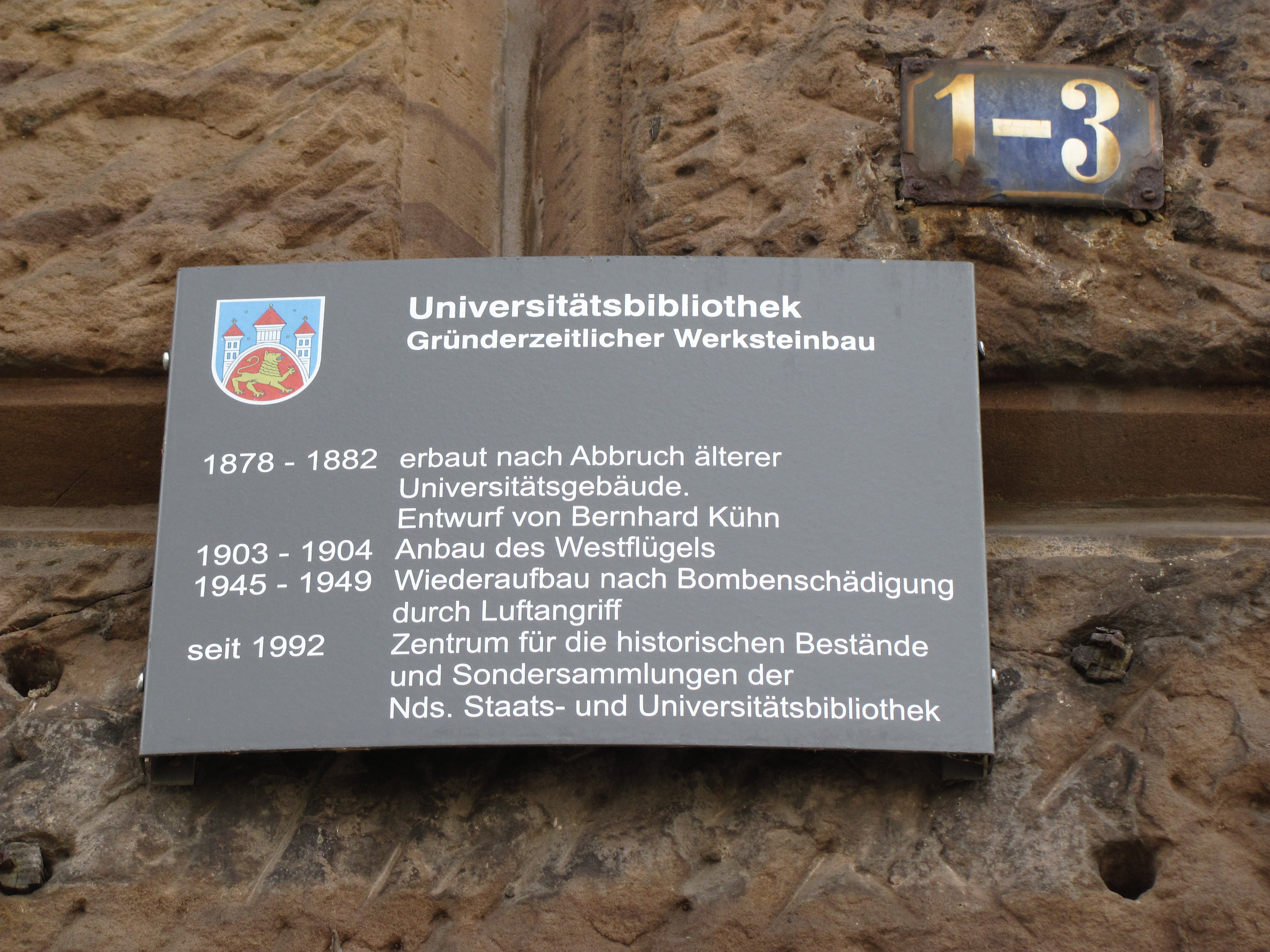
Tafel an der 1944 zerstörten Bibliothek

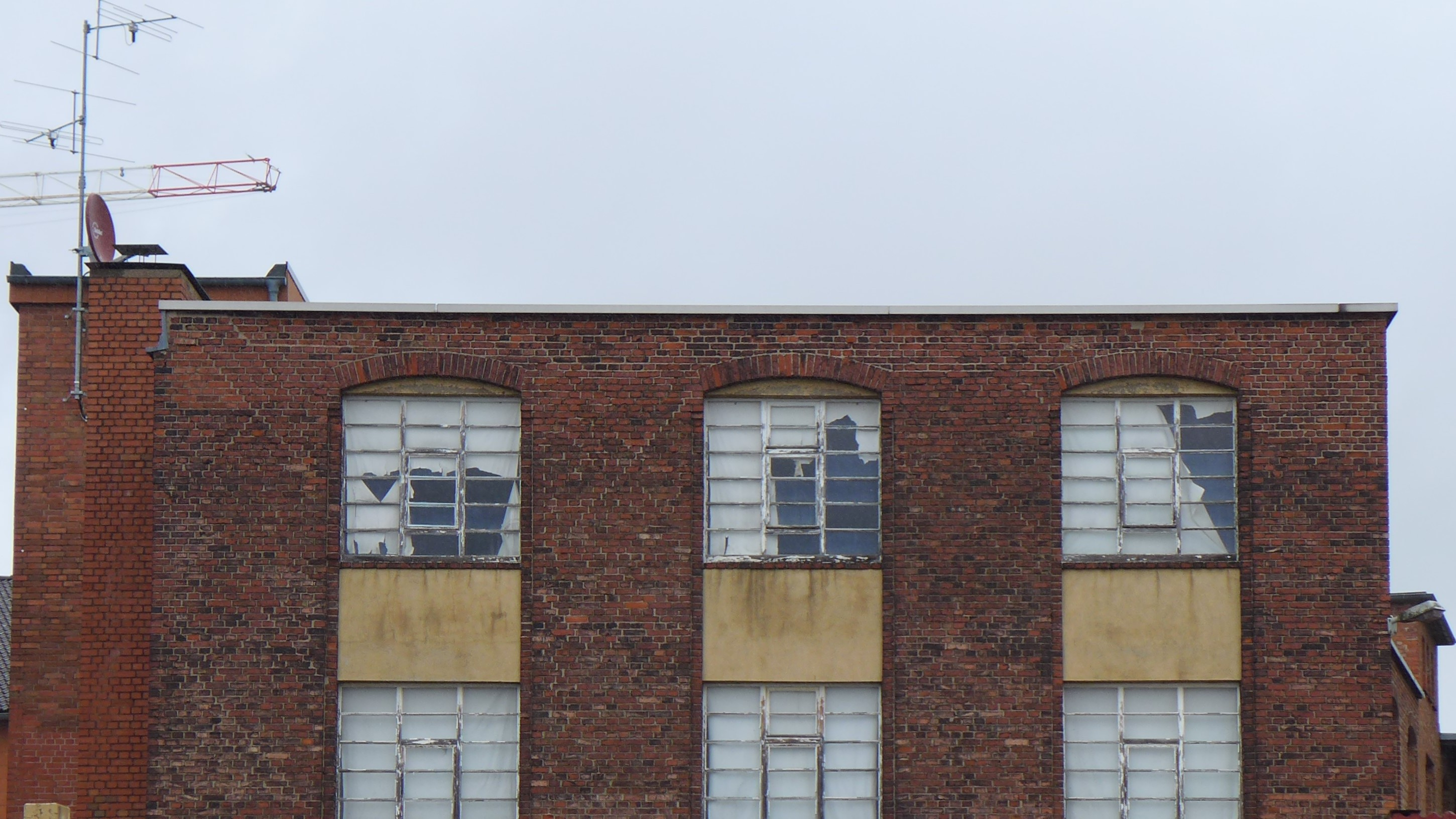
Detail der erhalten gebliebenen Fassade der Fabrik Mehle

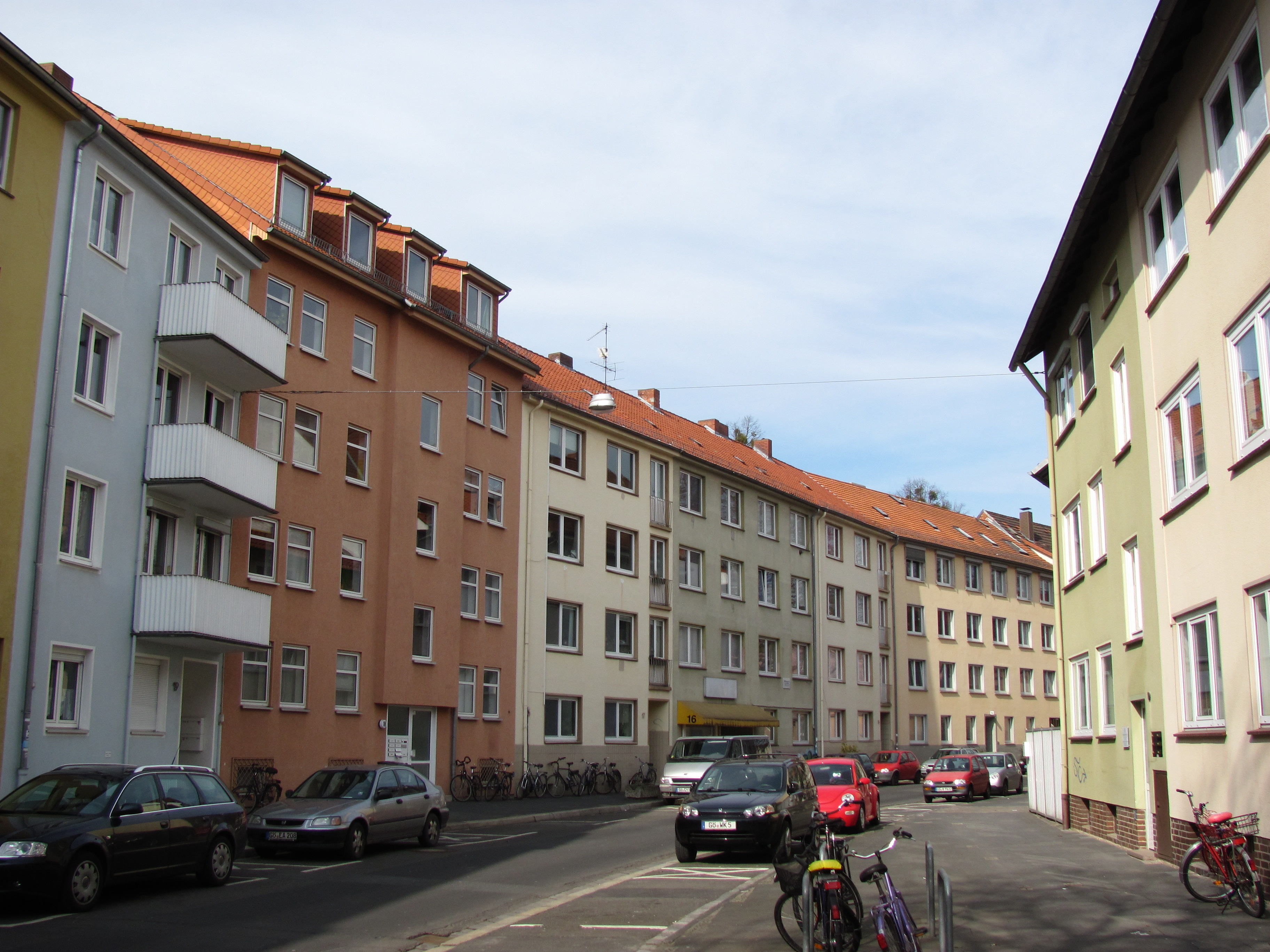
Untere Maschstraße in Göttingen: Die 18 am 24. Nov. 1944 zerstörten Häuser wurden im typischen Stil der 1950er Jahre wieder aufgebaut.

Geplant war ein erster britischer Angriff auf Göttingen für die Nacht vom 26. auf den 27. Juni 1944. Das Eisenbahnausbesserungswerk sollte das Ziel für 35 zweimotorige Schnellbomber vom Typ De Havilland DH.98 Mosquito sein. Aber die Flugzeuge fanden die Stadt nicht. Irrtümlich warfen sie einen Teil ihrer Bomben auf den nördlich gelegenen Ort Reyershausen.
Der erste tatsächliche Luftangriff erfolgte am 7. Juli 1944. An diesem Tag griff die 8. US-Luftflotte Anlagen der Treibstoffindustrie, Flugplätze und Eisenbahneinrichtungen im Reichsgebiet an. In Göttingen war der Verschiebebahnhof das Ziel von 16 viermotorigen Bombern des Typs Boeing B-17 „Flying Fortress“. Der Angriff forderte ein Todesopfer, als rund 200 Sprengbomben eine Kaserne im Westen der Stadt und den Maschmühlenweg trafen.
Beim zweiten Luftangriff auf Göttingen, am Abend des 23. November 1944, handelte es sich um einen britischen Störangriff. Durchgeführt wurde er von lediglich sechs Schnellbombern des Typs „Mosquito“. Das Gaswerk am Maschmühlenweg wurde zerstört und die Kaserne am heutigen Hiroshimaplatz von einer Luftmine getroffen. Auch Häuser am Geismartor wurden von Bomben zerstört oder beschädigt. Neun Menschen kamen ums Leben.
Am 24. November 1944 um 19.15 Uhr, also am folgenden Abend, gab es einen weiteren Störangriff. Erneut waren es sechs Flugzeuge vom Typ „Mosquito“, die Bomben abwarfen und somit die Bevölkerung wieder in die Schutzräume zwang. Dieser Angriff forderte ein Menschenleben und richtete aber in der Innenstadt erhebliche Schäden an: Von den 28 Häusern in der Unteren-Masch-Straße wurden 18 Gebäude – Nr. 8 bis Nr. 25 – völlig zerstört, auch in der Prinzenstraße und in der Paulinerstraße wurden Häuser von Bomben getroffen. Auf die als Universitätsbibliothek genutzte Paulinerkirche fiel eine Luftmine. Dadurch wurden die Kirche sowie umliegende Häuser – z. B. die Commerzbank (auf dem Prinzenhaus) und eine Gärtnerei in der Prinzenstraße – stark beschädigt. Ein Teil des Bücherbestandes wurde unwiederbringlich zerstört. Das angrenzende Kollegienhaus wurde vollständig zerstört. Ebenfalls erlitten das Alte Rathaus und vor allem die Johanniskirche erhebliche Schäden. Auch die Lutherschule wurde von Bomben getroffen. Eine weitere 2000 Pfund schwere Luftmine, die über dem Maschmühlenweg/Weender Tor explodierte, zerstörte Häuser und eine Tankstelle. Zahlreiche  Schaufensterscheiben in der Weender Straße und anderen Geschäftsstraßen barsten.
Am 1. Januar 1945 tagsüber flog die 8. US-Luftflotte aus 8000 m Höhe Angriffe auf die deutsche Treibstoffindustrie und Eisenbahnanlagen. Auf den Göttinger Verschiebebahnhof war ein Pulk von 26 B-17 „Flying Fortress“ angesetzt. Dabei wurden vor allem Bomben mit Zeitzündern abgeworfen. Dieser Luftangriff forderte 47 Todesopfer. Neben dem Rangierbahnhof wurde das Bahnbetriebswerk stark zerstört, ebenso Häuser in der Emilienstraße, Arndtstraße, Weender Landstraße, Königsallee und Kasseler Landstraße. Viele Bomben trafen das Zwangsarbeiterlager auf dem Schützenplatz, wo 39 Menschen (darunter 9 Kinder) ums Leben kamen. Am Salinenweg 2 wurde eine Fabrik fast völlig zerstört. Das Auditorium der Universität am Weender Tor wurde schwer beschädigt. In Grone zerstörte ein Bombentreffer ein Wohnhaus im Lütjen Steinsweg, wobei fünf Menschen ums Leben kamen.
Ein weiterer Luftangriff der 8. US-Luftflotte erfolgte am 9. Februar 1945. Dieses Mal griffen 15 B-17 Bomber die Eisenbahnanlagen an. Der Bahnhof und der Fliegerhorst im Westen der Stadt, aber auch wieder Wohnhäuser wurden von Bomben getroffen. Das Aluminiumwerk an der Weender Landstraße erlitt starke Schäden. Insgesamt waren 21 Tote, davon zehn Zwangsarbeiter, zu beklagen.
Am 22. Februar 1945 startete die US-Luftwaffe die Operation Clarion, eine groß angelegte Kampagne gegen die deutschen Verkehrsanlagen. Dabei waren die Göttinger Eisenbahnanlagen das Ziel von 29 viermotorigen Bombern des Typs Consolidated B-24 „Liberator“. Um mögliche Flugabwehr zu erschweren, flogen die Maschinen in 3000 m Höhe und wählten ihre Angriffsziele visuell aus. Es kamen 27 Menschen ums Leben, als Bahnhof und Bahnanlagen angegriffen und auch die Brauerei am Brauweg zerstört wurden. Möglicherweise galt der Angriff der Aerodynamischen Versuchsanstalt, die sich ebenfalls am Brauweg befand. Auch der Maschmühlenweg wurde getroffen, und die Häuser Arndtstraße Nr. 2 und 3 wurden zerstört.
Am 21. März 1945 fielen in der Nacht um 3.30 Uhr einige Sprengbomben auf die Stadt, sie detonierten mit zeitlicher Verzögerung. Dabei wurden in der Jüdenstraße und in der Angerstraße mehrere Häuser getroffen. Rückwärtige Teile der Junkernschänke und der Rheinische Hof wurden zerstört. Bei diesem Luftangriff, der ein Todesopfer forderte, wurde auch in der Wohnsiedlung Treuenhagen, und zwar Am Markgraben, ein Haus durch eine Bombe zerstört. Explodiert waren 2 Bomben, eine auf der Straße und eine auf dem Grundstück. Vermutlich handelte es sich bei diesen relativ wahllosen Bombenabwürfen nicht um einen konzentrierten Angriff. Vielmehr dürften es „Mosquitos“ auf Patrouillenflug gewesen sein. Am Vorabend waren 55 Maschinen dieses Typs zu solchen Einsätzen über Nord- und Mitteldeutschland gestartet.
Zwei amerikanische Jagdbomber vom Typ P-38 „Lightning“ attackierten am 1. April den Bahnhof und den Fliegerhorst westlich der Innenstadt. Dabei wurde eine der angreifenden Maschinen von der Flak abgeschossen. Der Pilot kam ums Leben.
Am 7. April 1945 griff die 9. US-Luftflotte die Bahnanlagen in Northeim und Göttingen mit insgesamt 268 zweimotorigen Mittelstreckenbombern der Typen A-20, A-26 „Invader“ und B-26 „Marauder“ an. Dadurch sollte der Vormarsch der US-Bodentruppen an der Weser unterstützt werden. Bei diesem schwersten und letzten Luftangriff auf die Stadt wurden das Empfangsgebäude des Bahnhofes, das Anatomische Institut der Universität (heute Busbahnhof) und das Obergeschoss des Zoologischen Instituts vollständig zerstört. Fünf Menschen, die im Keller des Anatomischen Instituts Zuflucht gesucht hatten, kamen ums Leben. Auch die Eisenbahnbrücke über die Leine wurde vernichtet. Die Fabrik des Emil Mehle in der Weender Landstraße sowie Wohnhäuser im östlichen Teil der Weender Landstraße wurden schwer beschädigt.

## Todesopfer, Schäden und Spätfolgen
Insgesamt kamen in Göttingen 107 Menschen durch Luftangriffe ums Leben; 59 Wohnhäuser wurden völlig zerstört. Es kam zur Vernichtung von 300 Göttinger Wohnungen, was einem Zerstörungsgrad von 2,1 % entspricht. Abgefahren wurden insgesamt 150.000 m³ Trümmerschutt.

### Spätfolgen nach Ende des Zweiten Weltkriegs: Funde, Entschärfungen und Selbstdetonationen von Blindgängern
Nach dem Ende des Zweiten Weltkriegs kam es in Göttingen zu mehreren Funden, Entschärfungen sowie Selbstdetonationen von Blindgängern:
- 12. August 1947: Eine im Rahmen des Angriffs am 1. Januar 1945 abgeworfene amerikanische Fliegerbombe detonierte am Schützenplatz. Es entstand kein Schaden.
- 18. Dezember 1952: Gleisarbeiter fanden während Arbeiten am Güterbahnhof Göttingen eine Sechs-Zentner-Bombe im Erdreich. Die Bombe konnte entschärft werden.
- März 1953: In der Straße Ascherberg in der unmittelbar an das Stadtgebiet angrenzenden Gemeinde Rosdorf wurde ein Blindgänger gefunden.
- 21. April 1953: In einem Schrebergarten nahe dem Schützenplatz detonierte ein Blindgänger: Die Selbstdetonation der 250-Kilo-Bombe hinterließ einen sechs Meter breiten und vier Meter tiefen Krater. Im Rahmen der Nachuntersuchungen lokalisierte der Kampfmittelbeseitigungsdienst in der Nähe zum detonierten Blindgänger einen weiteren Blindgänger auf dem Hof des Städtischen Betriebsamtes. Dieser Blindgänger konnte wenige Tage später, am 29. April 1953 entschärft werden.
- 7. August 1953: Neben einer Brücke der Eisenbahnstrecke Göttingen-Bodenfelde fanden Bauarbeiter im Flussbett der Leine einen Blindgänger.
- 8. Oktober 1962: Eine im Rahmen von Baggerarbeiten an der Weender Landstraße gefundene undetonierte Vier-Zentner-Bombe wurde durch den Kampfmittelbeseitigungsdienst entschärft. Im gleichen Bereich wurden bereits im Jahr 1945 insgesamt 13 Blindgänger gefunden.
- 24. Oktober 1968: In der Godehardstraße detonierte ein Blindgänger im Erdreich.
- 12. November 1980: An der Autobahn A7 bei Groß Ellershausen wurden zwei amerikanische Zehn-Zentner-Fliegerbomben gefunden und entschärft.
- 6. September 1988: Eine undetonierte Zehn-Zentner-Fliegerbombe wurde im Erdreich unter dem Schützenplatz gefunden und entschärft. Mittels Luftbildauswertung konnten weitere Blindgänger lokalisiert und später entschärft werden.
- 22. Dezember 1992: Auf dem Schützenplatz kam es zu einer Selbstdetonation eines Blindgängers im Erdreich. Es entstand kein Schaden.
- 17. Februar 1993: Nördlich von Göttingen wurde in der Feldmark Königsbühl ein Blindgänger durch den Kampfmittelbeseitigungsdienst kontrolliert gesprengt.
- 30. Dezember 1998: An der Bushaltestelle „St.-Godehard-Kirche“ in der Pfalz-Grona-Breite wurde ein Linienbus durch eine bis heute ungeklärte Detonation zerstört. Ein Fahrgast wurde schwer, zwei weitere Fahrgäste leicht verletzt, am Fahrzeug entstand ein Totalschaden. Trotz des entstandenen vier Meter breiten und zwei Meter tiefen Bombenkraters und dem Fund von Bombensplittern kann bis heute eine Gasexplosion als Ursache der Detonation nicht ausgeschlossen werden. Wenige Meter neben der Explosionsstelle wurden am 31. Januar 2021 zwei Zehn-Zentner-Fliegerbomben kontrolliert gesprengt.
- 26. Juni 1999: An der ICE-Schnellfahrstrecke Würzburg-Hannover wurden in Göttingen unter einer Brücke auf Höhe des Rinschenrott im Erdreich zwei Blindgänger gefunden. Die Fünf-Zentner-Bombe konnte entschärft werden, die Zehn-Zentner-Bombe musste kontrolliert gesprengt werden.
- 27. Mai 2010: Ein im Erdreich unter dem Schützenplatz gefundener Zehn-Zentner-Blindgänger konnte entschärft werden.

Bis heute müssen als Spätfolgen des Krieges zahlreiche nicht detonierte Blindgänger geräumt werden. Am 1. Juni 2010 verloren 3 erfahrene Angestellte des Kampfmittelbeseitigungsdienstes ihr Leben, als eine – eine Woche zuvor in 7 m Tiefe geortete – US-amerikanische Zehn-Zentner-Fliegerbombe mit Langzeitzünder während der Vorbereitungen zur Entschärfung detonierte. Ein 7-kg-Splitter schlug 700 m weit entfernt in eine Dachwohnung ein und sechs weitere Kampfmittelräumer wurden verletzt. Ein Wasserschneideroboter sollte zum Einsatz kommen.
Am 26. April 2011 musste eine US-amerikanische 5-Zentner-Bombe auf einem Baugelände in der Güterbahnhofstraße nach wenigen Stunden entschärft werden.
Am 31. Januar 2021 erfolgte nach umfangreichen Sondierungs- und Sicherungsmaßnahmen die kontrollierte Sprengung von vier Zehn-Zentner-Zeitzünderbomben. Die ersten beiden Blindgänger explodierten gezielt um 0:12 Uhr in der Pfalz-Grona-Breite, eine Minute später der nächste neben der Godehard-Straße und um 0:46 Uhr die letzte der Bomben im Leinebett.
Am Vormittag des 7. Oktober 2021 wurde bei Bauarbeiten am Weender Tor ein Blindgänger gefunden. In Unkenntnis der Situation hatte ein Baggerfahrer die 250-kg-Sprengbombe bereits auf einen Anhänger geladen. Eine sofortige Evakuierung im Umkreis von 1.000 Meter um den Fundort wurde eingeleitet. Davon war auch die gesamte Innenstadt betroffen. Erst am Abend waren ca. 20.000 Menschen in Sicherheit. Um 0.38 Uhr war der Blindgänger entschärft.
Wegen des Verdachts auf weitere Blindgänger wurden die Sondierungsarbeiten westlich des Bahnhofs fortgesetzt und fünf konkrete Verdachtsstellen unmittelbar östlich der Leine festgestellt. Am 30. Juli 2022 erfolgte nach der Evakuierung von ca. 10.000 Menschen die genaue Untersuchung. Bei sämtlichen Stellen wurden Zehn-Zentner-Zeitzünderbomben in bis zu sechs Metern Tiefe gefunden. Drei dicht beieinanderliegende Bomben wurden um 21.30 Uhr zusammen gesprengt, die beiden anderen im Abstand von wenigen Sekunden danach.
Nach umfangreichen Sondierungsarbeiten wurden weitere Verdachtspunkte im Bereich des Schützenplatzes festgestellt. Am 25. März 2023 erfolgte nach der Evakuierung der Anwohnerinnen und Anwohner die genauere Sondierung. An zwei Stellen wurden die Blindgänger von Zehn-Zentner-Bomben amerikanischer Bauart mit Landzeitzündern gefunden. An einer dritten Stelle befand sich ein alter Teildetonierer, von dem keine Gefahr mehr ausging. Die kontrollierte Sprengung der beiden Blindgänger erfolgte um 17.43 Uhr. Die Schäden an den umliegenden Gebäuden waren nur gering.
Für den 23. September 2023 war eine erneute Blindgängerbeseitigung angesetzt. Die Sondierungsarbeiten hatten zwei Verdachtspunkte auf dem Schützenplatz, direkt am Gebäude der S-Arena, ergeben. Ab dem frühen Morgen liefen die Evakuierungen an. Am späten Nachmittag konnten zwei Zehn-Zentner-Bomben mit Langzeitzündern gesprengt werden. Die Schäden war nur gering.
Am 12. Oktober 2024 erfolgte eine weitere Blindgängerbeseitigung. Durch Sondierungen waren drei neue Verdachtspunkte, wieder im Bereich des Schützenplatzes, festgestellt worden. Bis 6 Uhr mussten über 10.000 Anwohner das Sperrgebiet verlassen. An den Verdachtspunkten fanden sich Zehn-Zentner-Bomben mit Langzeitzündern, deren kontrollierte Sprengung um 16.45 Uhr erfolgte.